# Dodie Smith
Dorothy Gladys «Dodie» Smith, nascuda el 3 de maig de 1896 a Whitefield, al Gran Manchester, i morta el 24 de novembre de 1990 a Uttlesford, a Essex, fou una novel·lista, dramaturga i guionista anglesa coneguda sobretot per dues de les seves obres de literatura infantil i juvenil: El Castell de Cassandra (I Capture the Castle, 1949) i 101 Dàlmates (The Hundred and One Dalmatians, 1956), en què apareix el personatge malvat de Cruel·la de Vil.

## Biografia
Filla única d'una família benestant, passà la infantesa a casa dels avis, a prop de Manchester, on la seva mare s'instal·là després de la mort del seu marit, el 1898. Desenvolupà molt aviat la passió pel teatre, per tal com el seu avi n'era un espectador assidu i la hi duia sovint, mentre que el seu oncle, Harold Furber, la guiava en les seves lectures de Shakespeare i també de teatre contemporani. A l'edat de 10 anys escrigué la primera peça teatral i començà a interpretar per a l'escena petits papers infantils.
L'any 1910 la seva mare es tornà a casar i es traslladà a Londres. La jove Dodie, de 14 anys, prosseguí els estudis a Manchester, i el 1914 ingressava a la Reial Academy of Dramatic Art, de Londres. Després de la mort de la seva mare, acceptà una feina en una botiga de mobles, mentre s'estancava la seva carrera d'actriu i esdevenia dramaturga. Obtingué un gan èxit l'any 1936 amb Call It a Day, la seva quarta peça, que li permeté comprar-se una casa a Essex. L'any 1938 Dear Octopus obtingué també un gran èxit.
Durant la Segona Guerra Mundial, s'instal·là als Estats Units. Va coescriure en aquesta època el guió de la pel·lícula El penya-segat misteriós (The Uninvited), realitzada l'any 1944 per Lewis Allen. Però no s'acaba d'adaptar als costums i formes de vida nord-americanes. Va ser en aquestes circumstàncies que va escriure a Doylestown (Pennsilvània) la seva primera novel·la, El castell de Cassandra (I Captura the Castle), que va publicar en tornar a Anglaterra el 1949.
Amiga del guionista Charles Brackett, del dramaturg John Van Druten, de l'escriptor Christopher Isherwood i del novel·lista A. J. Cronin, adapt̟à per a l'escena, l'any 1952, la novel·la The Reverberator, de Henry James. L'any 1954 adaptà també per a l'escena la seva pròpia novel·la El Castell de Cassandra (I Capture the Castle).
L'any 1956 publica 101 dàlmates (The Hundred and One Dalmatians), una novel·la juvenil que va obtenir un gran èxit i es va fer famosa després de l’adaptació al cinema el 1961 per a la pel·lícula homònima dels Estudis Disney. El 1967 en va publicar una seqüela, La gran nit dels dàlmates.
Morí l'any 1990. Havia nomenat marmessor l'escriptor Julian Barnes, una tasca que es revelarà difícil ja que, entre altres coses, els Estudis Disney, posseïdors dels drets per a la novel·la El Castell de Cassandra, es resistia a pagar el que havia acordat; ho explica Barnes al seu assaig Literary Executions.

## Obres

### Peces de teatre
- Autumn Crocus (1931)
- Servei (1932)
- Touch Wood (1934)
- Call It HA Day (1935)
- Capell Over the Windmill (1937)
- Dear Octopus (1938)
- Lovers and Friends (1943)
- Letter from París (1952)
- I Captura the Castle (1954)
- These People, Those Books (1958)
- Aficionat Means Lover (1961)

### Novel·les
- I Capture the Castle (1949)

- The Hundred and One Dalmatians (1956)
- The New Moon with the Old (1963)
- The Town in Bloom (1965)
- It Ends with Revelations (1967)
- The Starlight Barking (1967)
- A Tale of Two Families (1970)
- The Girl from the Candle-llegeix Bath (1978)
- The Midnight Kittens (1978)

### Autobiografies
- Look Back with Love: a Manchester Childhood (1974)
- Look Back with Mixed Feelings (1978)
- Look Back with Astonishment (1979)
- Look Back with Gratitude (1985)[5]

## Filmografia

### Guions
- El penya-segat misteriós (The Uninvited, 1944), escrit amb Frank Partos
- Darling, How Could You! (1951), escrit amb Lesser Samuels

### Films adaptats de les seves obres
- Looking Forward (1933), adaptació de Service
- Autumn Circus (1934)
- Call It a Day (1937)
- Dear Octopus (1943)
- The First Day of Spring (1956), basat en Call It a Day
- One Hundred and One Dalmatians (1961) traduït al català com a 101 dàlmates
- 101 Dalmatians (1996)
- 102 Dalmatians (2000)
- I Capture the Castle (2003) traduït al català com a El castell somiat